# Barokna arhitektura
Barokna arhitektura, arhitektonsko stvaralaštvo krajnje dinamiziranih obilježja nastalo u razdoblju poslije renesanse. Pročelja su uznemirena i bogata stupovima, lukovima, nišama, volutama. Prepoznatljivi elementi su oval (elipsa), konkavnost i konveksno, te opća razigranost zidnih masa i prostora. Stilski ova arhitektura slijedi nakon renesansne arhitekture i prethodi arhitekturi rokokoa.

## Barokni grad
Barokni grad temeljen je na vojnoj logici i ostvaren je u zrakastom (radijalnom) planu (Pariški L'Etoile = zvijezda, npr. Karlovac), obično osmerokutu sa širokim avenijama (Champs Elysées, u Parizu = moć bogatih u kočijama). Grad se širi oko četvrtastih ili kružnih trgova okruženih višekatnicama s neurednim začeljima. Trgovi su glavni element baroknog urbanizma, uglavnom su zatvoreni, eliptičnog tlocrta, dinamiziranog prostora, organizirani pomoću vertikalnih akcenata (stupovi, obelisk, fontane – Berninijeva Piazza Navona, Rim). Najpoznatiji je svakako Trg sv. Petra Berninija, iz 1657. g. To je ovalni trg s četverostrukom kolonadom sa strane i otvorenom ulicom nasuprot fasade Sv. Petra. S obje strane obeliska u centru trga nalaze se dvije fontane. Kolonada stupova ima dvojnu funkciju: omeđuje trg, a ujedno ga ipak ostavlja pristupačnim. Postignuta je ravnoteža zatvorenosti i otvorenosti prostora.
Val di Noto je područje jugoistočne Sicilije koje je najpoznatije po građevinskoj obnovi njenih urbanih središta nakon katastrofalnog potresa iz 1693. godine koji je gotovo uništio gradove u Val di Notou. Potres je omogućio arhitektima priliku da gradove isplaniraju prema renesansnim i baroknim urbanističkim planovima. Naime, još od renesanse umjetnici su sanjali o tome da izgrade idealno organiziran grad po odmjerenom i pravilno uređenom planu, prema načelima funkcionalnosti i ljepote, ali malo je takvih planova realizirano (poput Pienze, ili Karlovca), a većina je ograničena na uređenje nekoliko ulica (poput Strada Nuova u Firenci). Obnovljeni gradovi su poprimili plan pravilne mreže ulica koje se sijeku pod pravim kutom ili ulica koje polaze od središnjeg trga šireći se radijalno. Najvažnije građevine su izgrađene tako da su postale vizualno središte ulicama dajući im veličanstvenu perspektivu. Mnogi gradovi su poprimili određen oblik, poput Grammichelea čiji glavni trg je četvrtast, a ulice koje se šire od njega čine šestokutni oblik grada. Još jedna važna odlika ovih obnovljenih gradova je homogenost arhitekture kasnog baroka, koji se danas naziva "Sicilijanski barok", osobito cijenjen u gradovima kao što je Noto.
Primjeri znamenitih baroknih trgova su: Stanislavov trg u Nancyju, Grand Place u Bruxellesu, i dr.

## Crkva
U crkvenom graditeljstvu teži se što većim efektima, ostvaruju se nova prostorna rješenja od kojih uglavnom prevladava centralni tip tlocrta naglašen kupolom. 
Takva je i crkva Sv. Karlo na četiri fontane (1635. g.) u Rimu, koju je sagradio Francesco Borromini. Ovalnog je, nesimetričnog, tlocrta (iskasetiranost zida nišama), a oval se pojavljuje i na fasadi (duboke niše, izbačeni stupovi i izbočenja) i na kupoli. Inzistira se na raščlanjivanju, slojevitosti i plastičnosti unutar okvira osnovnog ritma ovala. Sve u svemu, u njoj je ostvaren jak sukob volumena i prostora.
Uskoro su širom Italije crkve poprimale barokna obilježja. Samo neki od primjera su pročelje bazilike svetog Petra, bazilika sv. Marije Velike i bazilika sv. Ivana Lateranskog u Rimu, dok je Santa Maria della Salute u Veneciji prototip barokne crkve sa svim obilježjima i konstrukcijskim elementima.
Uskoro se barokna arhitektura proširila cijelom europom, te u kolonijama europskih velesila širom svijeta, a i ne-katoličke zemlje su prihvatile ovaj umjetnički izraz (npr. anglikanska Katedrala sv. Pavla u Londonu ili pravoslavna Katedrala Svete Sofije u Kijevu) koji je postao prvi globalni svjetski umjentički stil.
Često su se gotičke i renesansne crkve barokizirale pregradnjama svodova, pročelja i dodavanjem lukovičastih kapa na zvonicima, a u unutrašnjosti se postavljaju mramorni barokni oltar, propovjedaonice i dr. Raskošni se barokni duh pokazuje u bogato urešenoj unutrašnjosti građevine na zidnim slikama, reljefnim štuko ukrasima, punoj plastici, skupocjenom pokućstvu i ukrasnim detaljima te predmetima crkvene liturgije (ciborij, kalež, pokaznica, antependij i dr.).
Primjer dinamične, ali skladne arhitekture unutrašnjosti je crkva Vierzehnheilingen ("Četrnaest svetaca") B. Neumanna u Njemačkoj, (1743. – 72. g.) Tu se longitudinalnost i latinski križ dobivaju upisivanjem nekoliko ovala koji se nadalje ponavljaju na svim dijelovima arhitekture. Osim glavnog oltara javlja se i centralni, a dinamizam je postignut i u prožimanju arhitekture, slikarstva i kiparstva u jedinstvu bijele, skladne štuko dekoracije ispunjene iluzionističkim slikama. U tom je prostoru dostignut ideal barokne umjetnosti – jedinstvo sila i pokreta (bogatstvo i raskoš ukrasa) kakvo vlada u prirodi i svemiru.
Ova i druge njemačke crkve nastale 1740-ih, kao što su npr. Hodočasnička crkva sv. Ivana Nepomuka (Češka) i Hodočasnička crkva u Wiesu, utrle su put samostalnom razvoju njemačkog baroka koji je po svojim odlikama bliži rokokou.

## Palača
Duh baroka najbolje predstavlja njegov urbanizam i arhitektura, a objekt koji ujedinjuje ove dvije umjetnosti je palača. U baroku palača postaje pravi mali grad, a najznačajniji je primjer Versajska palača, arhitekata Louisa Le Vaua i Julesa Hardouin-Mansarta, uz koji je Le Notreov vrt. André Le Notre bio je poznat kao pejzažni arhitekt u Francuskoj (1642. – 1686.). Simetrična arhitektura trokrilnog dvorca s glavnom zgradom i dvama bočnim krilima pod pravim kutom koji (poput slova U) zadiru u prostor perivoja kroz prostrane geometrijski organizirane parkove i bazene. Parkovi su geometrizirani i u tlocrtu i u obliku (tzv. francuski perivoj, za razliku od engleskog koji je organski i prirodan), prateći i varirajući oblike arhitekture dvorca. Čak se i avenija koja se pruža prema ulazu u palaču nastavlja u park naglašavajući neprekinuto kretanje.
Uskoro su širom Europe svi apsolutistički vladari željeli zadiviti europsko plemstvo svojim baroknim palačama. Josip I., car Svetog Rimskog Carstva, je koncem 17. stoljeća odlučio obnoviti dvorac i načiniti ga rezidencijom austrijskih careva. Arhitekti Johann Bernhard Fischer von Erlach i Nicolaus Pacassi zaslužni su za dizajn Schönbrunna i njegovo uređenje u stilu dekorativnog baroka, po uzoru na Versajsku palaču.
Palača u Würzburgu (Njemačka) se smatra za najhomogeniju i najveličanstveniju od svih baroknih palača, dok bečke palače (Palača Schwarzenberg, Dvorac Belvedere u Beču) tvore jedan od naljepših baroknih kompleksa na svijetu.

## Barokni arhitekti
Predstavnici barokne arhitekture su:
- Italija: Gianlorenzo Bernini, Francesco Borromini, Carlo Maderno, Giacomo della Porta, Domenico Fontana, Baldassare Longhena
- Francuska: Claude Perrault, Jules Hardouin-Mansart, Louis Le Vau.
- Njemačka i Austrija: Johann Bernhard Fischer von Erlach, Johann Lukas von Hildebrandt, Daniel Pöppelmann, Balthasar Neumann, Jakob Prandtauer.
- Engleska: Christopher Wren.
- Španjolska: José Churriguera.

## Poveznice
- manirizam
- barokna arhitektura u Hrvatskoj
- rokoko

## Vanjske poveznice
- barokno graditeljstvo Hrvatska tehnička enciklopedija, portal hrvatske tehničke baštine. LZMK

|  | Zajednički poslužitelj ima još gradiva o temi Barokna arhitektura |